# N.L.O
N.L.O (rus. НЛО) je album skladatelja Davida Tuhmanova i jedini studijski album sastava Moskva objavljen 1982. godine. 
Skupinu su činili gitarist Aleksej Belov (kasnije Gorky Park), Dmitrije Serebrjakov (bubnjar koji je radio u ovom sastavu samo šest mjeseci) te pjevač i ritam gitarist Nikolaj Noskov. Sastav se razilazi nakon izlaska ovog albuma. U proljeće 1984. Noskov odlazi u sastav Pjevanje je srce. Uskoro ga Tukhmanov poziva na snimanje nove pjesme Noć, baziranoj na tekstu pjesme Nedovršena Vladimira Majakovskog. Album "N.L.O" je više puta bio objavljivan na piratskim CD-ovima te je time narasla popularnost Nikolaja Noskova. Diskografska kuća Bomba Music 2007. godine ponovno objavljuje remasteriranu inačicu albuma, na kojoj su objavljene i dvije bonus pjesme: 23. stoljeće i Noć.

## Popis pjesama
1. N.L.O (Н.Л.О) — 5:25
2. Ljubavna igra (Игра в любовь) — 6:30
3. Milijun godina do našeg doba  (Миллион лет до нашей эры) — 6:00
4. Gribnoi dožd' (Грибной дождь) — 5:28
5. Nu i dela! (Ну и дела!) — 4:43
6. Magična soba (Волшебная комната) — 5:25
7. Dvoboj (Поединок) — 5:32
8. 23. stoljeće (XXIII век)
9. Noć (Ночь)

## Osoblje
- Aleksej Belov — sintesajzer, vokali, gitara
- Nikolaj Noskov — vokali, ritam gitara
- Dmitrij Serebrjakov — udaraljke